# World Athletics Continental Tour 2021
Il World Athletics Continental Tour 2021 è stata la seconda edizione del World Athletics Continental Tour, serie di meeting internazionali di atletica leggera organizzata annualmente dalla World Athletics.
Il numero di meeting totali è aumentato considerevolmente, passando dai 28 dell'edizione inaugurale a 69.

## I meeting

### Gold
| Nº | Meeting                                                 | Stadio                        | Sede           | Data              |
| -- | ------------------------------------------------------- | ----------------------------- | -------------- | ----------------- |
| 1  | USATF Grand Prix                                        | Hayward Field                 | Eugene         | 24 aprile         |
| 2  | READY STEADY TOKYO - Athletics                          | Stadio nazionale del Giappone | Tokyo          | 9 maggio          |
| 3  | USATF Golden Games                                      | Hilmer Lodge Stadium          | Walnut         | 9 maggio          |
| 4  | 60th Ostrava Golden Spike                               | Stadio comunale di Ostrava    | Ostrava        | 19 maggio         |
| 5  | adidas Boost Boston Games                               |                               | Boston         | 23 maggio         |
| 6  | FBK Games                                               | Fanny Blankers-Koen Stadion   | Hengelo        | 6 giugno          |
| 7  | Paavo Nurmi Games                                       | Stadio Paavo Nurmi            | Turku          | 7 - 8 giugno      |
| 8  | Irena Szewinska Memorial / Bydgoszcz Cup                | Stadio Zdzisław Krzyszkowiak  | Bydgoszcz      | 30 giugno         |
| 9  | Gyulai István Memorial - Hungarian Athletics Grand Prix | Bregyó Athletic Center        | Székesfehérvár | 5 - 6 luglio      |
| 10 | LOTTO Silesia Memoriał Kamili Skolimowskiej             | Stadio della Slesia           | Chorzów        | 5 settembre       |
| 11 | Memorial Borisa Hanžekovića                             | Sports Park Mladost           | Zagabria       | 13 - 14 settembre |
| 12 | Kip Keino Classic                                       | Kasarani Stadium              | Nairobi        | 18 settembre      |

### Silver
| Nº | Meeting                              | Stadio                                   | Sede         | Data           |
| -- | ------------------------------------ | ---------------------------------------- | ------------ | -------------- |
| 1  | Queensland Track Classic             | QSAC                                     | Brisbane     | 27 marzo       |
| 2  | USATF Sprint Summit                  |                                          | Prairie View | 3 aprile       |
| 3  | Miramar Invitational                 | Ansin Sports Complex                     | Miramar      | 10 aprile      |
| 4  | Drake Relays                         | Drake Stadium                            | Des Moines   | 23 - 24 aprile |
| 5  | USATF Throws Fest                    | Univ. of Arizona Roy P. Drachman Stadium | Tucson       | 22 maggio      |
| 6  | USATF Invitational                   |                                          | Prairie View | 25 maggio      |
| 7  | P-T-S Meeting                        | x-bionic sphere                          | Šamorín      | 2 giugno       |
| 8  | NACAC New Life Invitational          | Ansin Sports Complex                     | Miramar      | 5 giugno       |
| 9  | USATF Showcase                       |                                          | Prairie View | 6 giugno       |
| 10 | Filothei Women Gala                  | Filothei Stadium                         | Atene        | 14 giugno      |
| 11 | Meeting Madrid 2021                  | Estadio Vallehermoso                     | Madrid       | 18 - 19 giugno |
| 12 | 67° ORLEN Janusz Kusociński Memorial | Stadio della Slesia                      | Chorzów      | 20 giugno      |
| 13 | Spitzen Leichtathletik               | Stadion Allmend                          | Lucerna      | 29 giugno      |
| 14 | Palio Città della Quercia            | Stadio Quercia                           | Rovereto     | 31 agosto      |
| 15 | ISTAF Berlin                         | Olympiastadion                           | Berlino      | 12 settembre   |
| 16 | Galà dei Castelli                    | Stadio Comunale                          | Bellinzona   | 14 settembre   |